# جون كلاب
جون كلاب (بالإنجليزية: John Clapp)‏ هو لاعب كرة قاعدة أمريكي، ولد في 17 يوليو 1851 في إثاكا في الولايات المتحدة، وتوفي بنفس المكان في 18 ديسمبر 1904.

## وصلات خارجية
- جون كلاب على موقع دوري كرة القاعدة الرئيسي (الإنجليزية)
- جون كلاب على موقعبيزبول رفرنس.كوم (الدوري الرئيسي) (الإنجليزية)
- جون كلاب على موقعبيزبول رفرنس.كوم (الدوري الثانوي) (الإنجليزية)
- جون كلاب على موقع إي إس بي إن.كوم (أم.أل.بي) (الإنجليزية)